# Eduard Meyer
Eduard Meyer (Amburgo, 25 gennaio 1855 – Berlino, 31 agosto 1930) è stato uno storico, egittologo e assiriologo tedesco.

## Vita e carriera
Nacque ad Amburgo da Henriette ed Eduard Meyer. Il padre, un colto filologo classico, educò lui e il fratello Kuno (1858-1919), che sarà un famoso celtologo, alla passione per la storia e le lingue antiche, che il giovane Eduard studiò allo Johanneum, il famoso e rinomato gymnasium di Amburgo. Qui fu formato dal pedagogo e filologo classico Johannes Classen, e, in seguito, dal grecista Franz Wolfgang Ullrich e dal latinista Adolph Kießling. A questo periodo si fanno risalire i primi studi sulla storia antica dell'area microasiatica e l'apprendimento dell'ebraico e dell'arabo. Nel 1872 ottenne l'abitur a pieni voti, tanto che per il suo rendimento gli fu concessa una borsa di studio (Stipendium) per proseguire gli studi universitari.
Si recò quindi dapprima all'ateneo di Bonn, ma, rimastone deluso, dopo solo un semestre decise di trasferirsi all'Università di Lipsia, allora illustre centro di studi orientalistici, dove Meyer trovò l'ambiente adatto alle sue ambizioni di studioso. Difatti, sotto la guida di docenti di prim'ordine che lì insegnavano, imparò il sanscrito, il persiano, il turco, il siriaco e l'egiziano, in parallelo all'approfondimento dei suoi studi storici, filosofici ed etnologici, e all'avvio di quelli di storia delle religioni, tanto che la sua tesi di dottorato verteva sul dio egizio Seth.
Al termine della carriera da studente assunse un incarico presso il console britannico di Costantinopoli, Sir Philip Francis, ossia il compito di precettore dei figli di lui. In virtù di tale incarico, Meyer ebbe l'occasione di visitare di persona numerosi luoghi dell'Asia Minore di cui aveva studiato la storia e la cultura, e, accompagnando la famiglia del console in Inghilterra, poté visitare il British Museum.
Una volta tornato in Germania, espletò il servizio militare nella sua città natale, assolto il quale si recò di nuovo a Lipsia dove ottenne l'Habilitation per l'insegnamento di Storia antica, grazie all'opera Geschichte des Königreichs Pontos (Storia del regno del Ponto) che aveva già iniziato ai tempi del gymnasium. Svolse, poi, per diversi anni l'attività di Privatdozent (libero docente), per poi divenire professore nella stessa Lipsia nel 1884, proprio l'anno in cui vide la luce il primo dei cinque volumi della sua opera più famosa e più importante: la Geschichte des Alterthums (Storia dell'Antichità). In seguito insegnò a Breslavia (1885), a Halle (1889) e, infine, dal 1902, nella rinomata Humboldt di Berlino, dove tenne lezioni fino al 1925, divenendone anche rettore nel 1919.
Nel 1904, inoltre, fece un soggiorno negli Stati Uniti, per poi dedicarsi, durante la prima guerra mondiale e il periodo della Repubblica di Weimar, alla pubblicistica, in cui si distinse perorando la causa e le istanze dell'imperialismo tedesco.
Terminò l'insegnamento tra la stima dei suoi colleghi e con una fama accademica degna della sua opera di studioso, che gli valsero, tra l'altro, vari riconoscimenti in illustri università quali, ad esempio, Harvard e Oxford.
Morì a Berlino il 31 agosto del 1930.

## Opera e pensiero
L'opera più importante di Meyer fu la Geschichte des Alterthums (5 volumi, 1884-1902), l'ultima storia "universale" del mondo antico, in cui l'autore illustra lo sviluppo storico delle civiltà microasiatiche, dell'antico Egitto e della Grecia fino al 366 a.C. In quanto progetto di storia generale dell'Antichità, non era certamente nuovo, ma mai era stato portato a termine «con così vasta preparazione, con tale finezza d'intuito, con così largo interesse per i problemi più varî». L'opera, malgrado risulti oggi datata e per certi versi superata, rimane nondimeno un punto di riferimento per gli studi antichistici e occupa un posto di rilievo nella storia della storiografia moderna sul mondo antico.
Un'altra sua opera spesso ricordata è la Caesars Monarchie und das Principat des Pompejus (La monarchia di Cesare e il principato di Pompeo), in cui l'autore mette a confronto i progetti politici di Giulio Cesare e di Pompeo Magno, ossia la monarchia universale del primo e il principato civile del secondo.
Nella sua vasta produzione libraria, dagli altrettanto vasti interessi, si annoverano anche opere sull'Egitto e sulla storia degli Ebrei, in particolare Die Israeliten und ihre Nachbarstämme (Gli israeliti e le loro radici), oltreché sulle origini del cristianesimo (1921), a cui dedicò i tre volumi della Ursprung und Anfänge des Christentums (Le origini del cristianesimo).
Meyer fu inoltre un assertore della teoria ciclica della storia e del tempo, così come Nietzsche e Oswald Spengler. A quest'ultimo, infatti, dedicò un'apposita monografia sulla celebre opera di lui, ossia il Der Untergang des Abendlandes (Il tramonto dell'Occidente).

## Elenco completo delle opere
- Geschichte der Troas, Engelmann, Lipsia 1877.
- Geschichte des Königreichs Pontos, Engelmann, Lipsia 1879.
- Geschichte des Alterthums, 5 voll., Cotta, Stoccarda-Berlin 1884-1902 (numerose ristampe).
- Forschungen zur alten Geschichte, 2 voll., Niemeyer, Halle 1892-1899.
- Untersuchungen zur Geschichte der Gracchen, Niemeyer, Halle 1894.
- Wirtschaftliche Entwicklung des Altertums, Jena 1895 (tr. it.: Vilfredo Pareto [cur.], Biblioteca di Storia Economica, Società Libraria ed., Milano 1905, vol. II, 1, pp. 3–60).
- Die Entstehung des Judentums, Niemeyer, Halle 1896.
- Zur Theorie und Methodik der Geschichte, Niemeyer, Halle 1902.
- Ägyptische Chronologie, Verlag der Königl. Akademie der Wiss., Berlino 1904.
- Die Israeliten und ihre Nachbarstämme, Niemeyer, Halle 1906.
- Theopomps Hellenika, Niemeyer, Halle 1909.
- Kleine Schriften, 2 voll., Niemeyer, Halle 1910-1924.
- Der Papyrusfund von Elephantine. Dokumente einer jüdischen Gemeinde aus der Perserzeit und das älteste erhaltene Buch der Weisheitsliteratur, Hinrichs, Lipsia 1912.
- Ursprung und Geschichte der Mormonen, Niemeyer, Halle 1912.
- Caesars Monarchie und das Principat des Pompejus, Cotta, Stoccarda 1918.
- Ursprung und Anfänge des Christentums, 3 voll., Wiss. Buchges., Darmstadt 1921-1923.
- Spenglers Untergang des Abendlandes, Curtius, Berlino 1925.